# 昂维克
昂维克（法語：Henvic，法語發音：[ɛ̃vik]）是法国菲尼斯泰尔省的一个市镇，位于该省北部偏东，属于莫尔莱区。

## 地理
昂维克（48°37'56"N, 3°55'40"W）面积9.95 平方千米，位于法国布列塔尼大區菲尼斯泰尔省，该省份为法国最西部的省份，位于布列塔尼半岛西部，北西南三面环大西洋，东临阿摩尔滨海省和莫尔比昂省。
与昂维克接壤的市镇（或旧市镇、城区）包括：托莱、卡朗泰克。

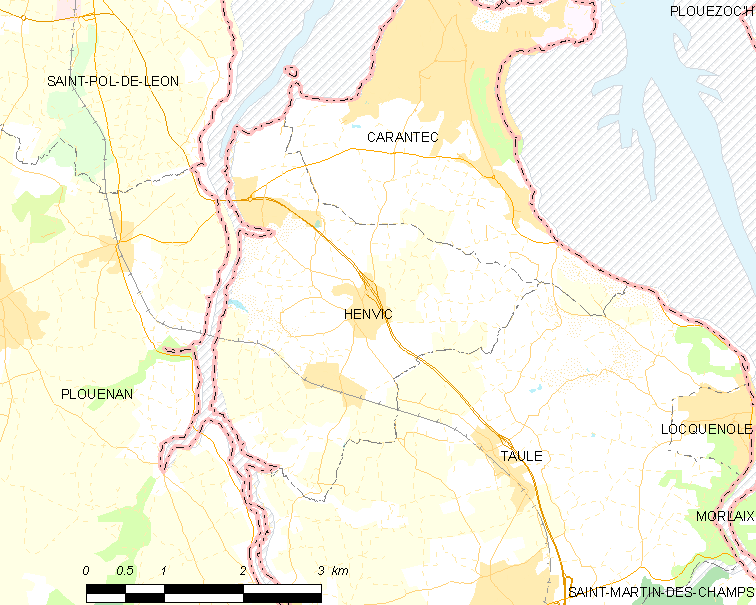
昂维克的OSM定位图

昂维克的时区为UTC+01:00、UTC+02:00（夏令时）。

## 行政
昂维克的邮政编码为29670，INSEE市镇编码为29079。

## 政治
昂维克所属的省级选区为莫尔莱县。

## 人口

1962-2008年间昂维克人口变化图示

昂维克于2022年1月1日时的人口数量为1195人。